# Dardania (Asia minore)
La Dardania era una regione mitica esistente nell'Asia minore da cui si dice provenissero gli abitanti di Troia.
Si situa nell'odierna Turchia, nella provincia di Çanakkale, sulla riva asiatica dell'Ellesponto, cioè dello stretto dei Dardanelli da cui deriva il nome. È a sud-ovest della città antica di Abido.

## Storia mitologica
Secondo Apollodoro ed Omero, Dardano, figlio di Zeus, fondò la città di Dardania nella regione dopo aver approdato dalla vicina isola di Samotracia.

### I Dardani
Omero scrive che le popolazioni locali, i Dardanoi, non avevano città e vivevano semplicemente sulle pendici del monte Ida. Apollodoro assimila queste tribù al popolo del re Teucro, ritenuto il primo re mitico della Troade. Dardano gli succederà, sposandone la figlia Batea, tant'è che il popolo assumerà il nome di "dardani". Anni più tardi, la città di Troia venne fondata dal pronipote di Dardanio, Ilo. Secondo alcuni autori, il primo nome di Troia fu proprio Dardano.
Sovente gli autori tardi usano indistintamente i termini "troiano"e "dardanio" per indicare il popolo abitante la Troade. Ciononostante, sia Omero che Apollodoro li considerano due gruppi distinti, come lo sottolineano i seguenti versi del Catalogo Troiano:
D’eccelso elmetto agitator. Lo segue

De’ più forti guerrier schiera infinita

Coll’aste in pugno di ferir bramose.
Ai Dardani comanda il valoroso

Figliuol d’Anchise Enea cui la divina

Venere in Ida partorì, commista

Diva immortale ad un mortal; ned egli

Solo comanda, ma ben anco i due

Antenóridi Archiloco e Acamante

In tutte guise di battaglia esperti.»
(Omero, Iliade II, 816-823)

## Storia antica
Erodoto menziona la Dardania come uno dei territori dell'Ellesponto conquistati dai persiani dopo la Rivolta ionica dell'anno 498 a.C.
Anni più tardi, la Dardania entrò a far parte della Lega delio-attica ed appare nei registri dei tributi versati ad Atene fra gli anni 451 e 429 a.C., oltre che nel registro di valutazione dei tributi dell'anno 425 a.C. La Dardania fu quindi teatro della battaglia di Cinossema nella parte finale della Guerra del Peloponneso, che vide vincere la Lega delio-attica contro la flotta spartana nel 411 a.C.
Durante la guerra dei romani contro Antioco III e lega etolica, le città di Dardania, Eleunte e Reteo inviarono ambasciate per porsi sotto la protezione di Roma. Con la Pace di Apamea dell'anno 188 a.C., i romani dichiararono Dardania città libera.